# Kissya da Costa
Kissya Cataldo da Costa  (* 25. Juni 1982 in Uberlândia) ist eine ehemalige brasilianische Ruderin.
Kissya da Costa begann 2000 mit dem Rudersport. 2007 wurde sie bei den Panamerikanischen Spielen in Rio de Janeiro im Doppelvierer mit Renata Gorgen, Monica Anversa und Fabiana Beltrame Fünfte. Bei den Panamerikanischen Spielen 2011 in Guadalajara erreichte sie im Einer den sechsten Platz. 2012 nahm sie an den Olympischen Spielen in London teil, bei denen sie sich für das C-Finale um Platz 13 bis 18 im Wettbewerb der Einer der Frauen qualifizierte, aber dort nicht am Start erschien. Bei der Dopingkontrolle im Vorfeld der Spiele am 12. Juli 2012 wurde sie positiv auf Epo getestet und vom Weltruderverband im November 2012 für zwei Jahre gesperrt. Bei einer weiteren Dopingprobe am 28. Mai 2015 in Rio de Janeiro wurde sie positiv auf das Mittel Furosemid getestet und in der Folge vier Jahre gesperrt.